# Пахиподиум намакванский
Пахиподиум намакванский (лат. Pachypodium namaquanum) — вид многолетних суккулентых растений рода Пахиподиум (Pachypodium) семейства Кутровые (Apocynaceae), произрастающий на территории Намибии и ЮАР (Капская провинция).

## Название
Родовое латинское (научное) название Pachypodium происходит от греч. «παχύ» — толстый и «ποδιυμ» — нога. Видовой латинский эпитет namaquanum относится к Намакваленду (Намибия), полузасушливому региону в Южной Африки.
Народное название — «Хобот слона» (англ. Elephant's trunk).

## Описание
Суккулентное растение, которое при достижении полной зрелости может приобретать древовидную форму. Высота стебля может варьироваться от 1,5 до 2,5 м, но иногда встречаются экземпляры высотой 4 и 5 м. Стебли обычно неразветвленные и цилиндрические, но могут иногда разветвляться у основания и иметь несколько коротких ветвей у верхушки. Придающая растениям уникальный облик, стебли характеризуются коренастым основанием и постепенным сужением к верхушке, что придает им бутылкообразную форму.
Стебли покрыты бородавчатыми бугорками, из которых выступают колючки. Колючки более многочисленны в верхней части растения и уменьшаются к основанию, где бугорки становятся более заметными.

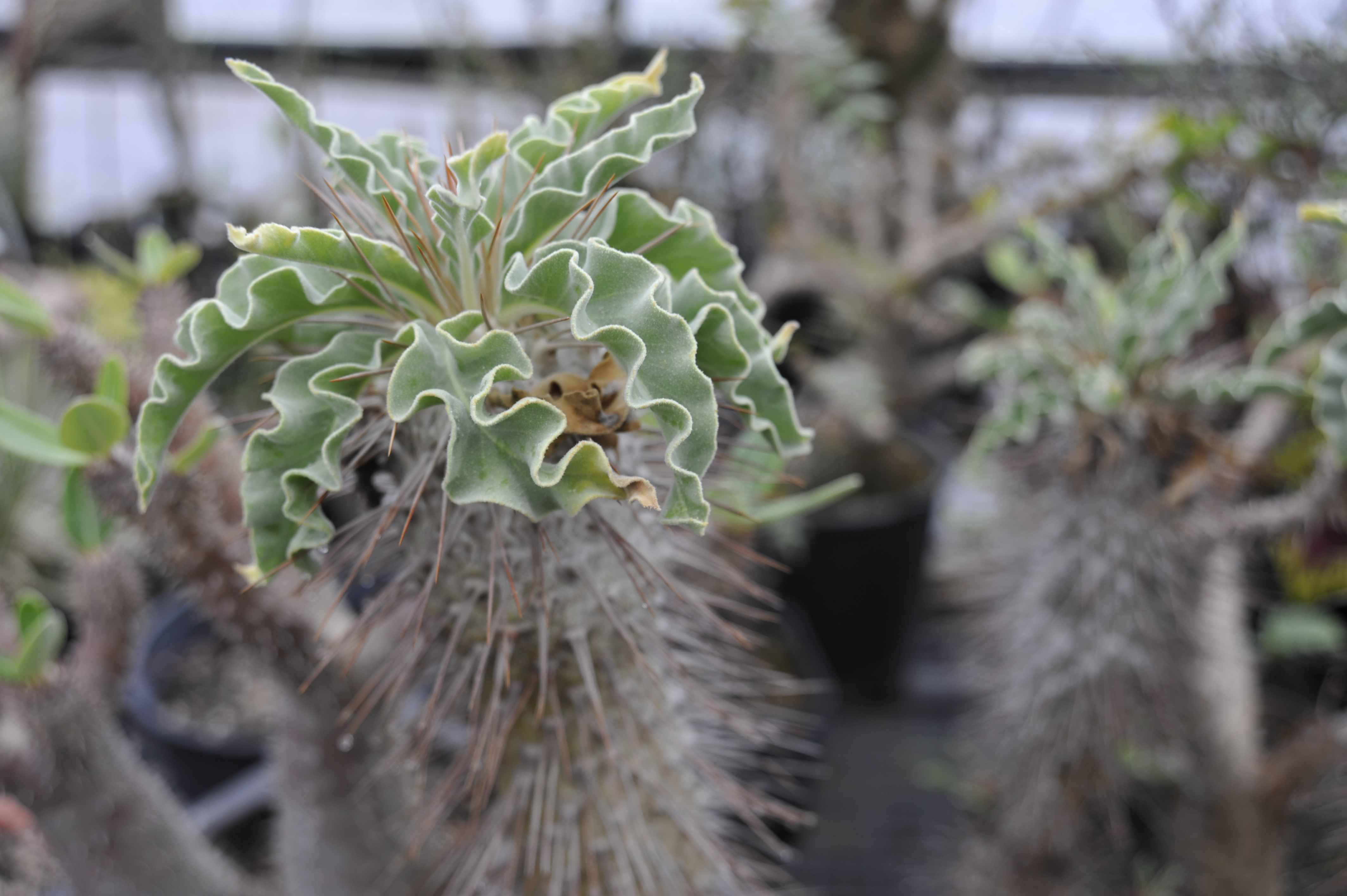
Листья

Листья располагаются в розетках и представляют собой простые, обратнояйцевидные или продолговатые формы, зелено-серого цвета с густым бархатистым покрытием с обеих сторон. Верхушки листьев сужены или закруглены, а основания узко сужены. Их края очень волнистые, что является ещё одной характерной особенностью этого суккулента. Листья всегда формируются в плотных розетках у верхушки стебля.
Цветки имеют трубчатую форму, длиной до 50 мм и диаметром у устья около 10 мм. Внутри они красные, а снаружи — желто-зеленые. Цветут с июля по сентябрь.
Плоды растения роговидные, с двумя тонкими коробочками, длиной до 50 мм, сросшимися в основании. Плоды покрыты короткими, мягкими и седыми волосками. Они бледно-коричневого цвета и расщепляются, чтобы высвободить рассеянные ветром семена длиной около 4 мм, прикрепленные к пучку беловатых волосков, которые служат парашютами. Плоды обычно созревают с сентября по декабрь.
Растения характеризуются очень медленным ростом, около 0,5-1,5 см в год, и могут достигать возраста 100 лет и даже более.

## Распространение

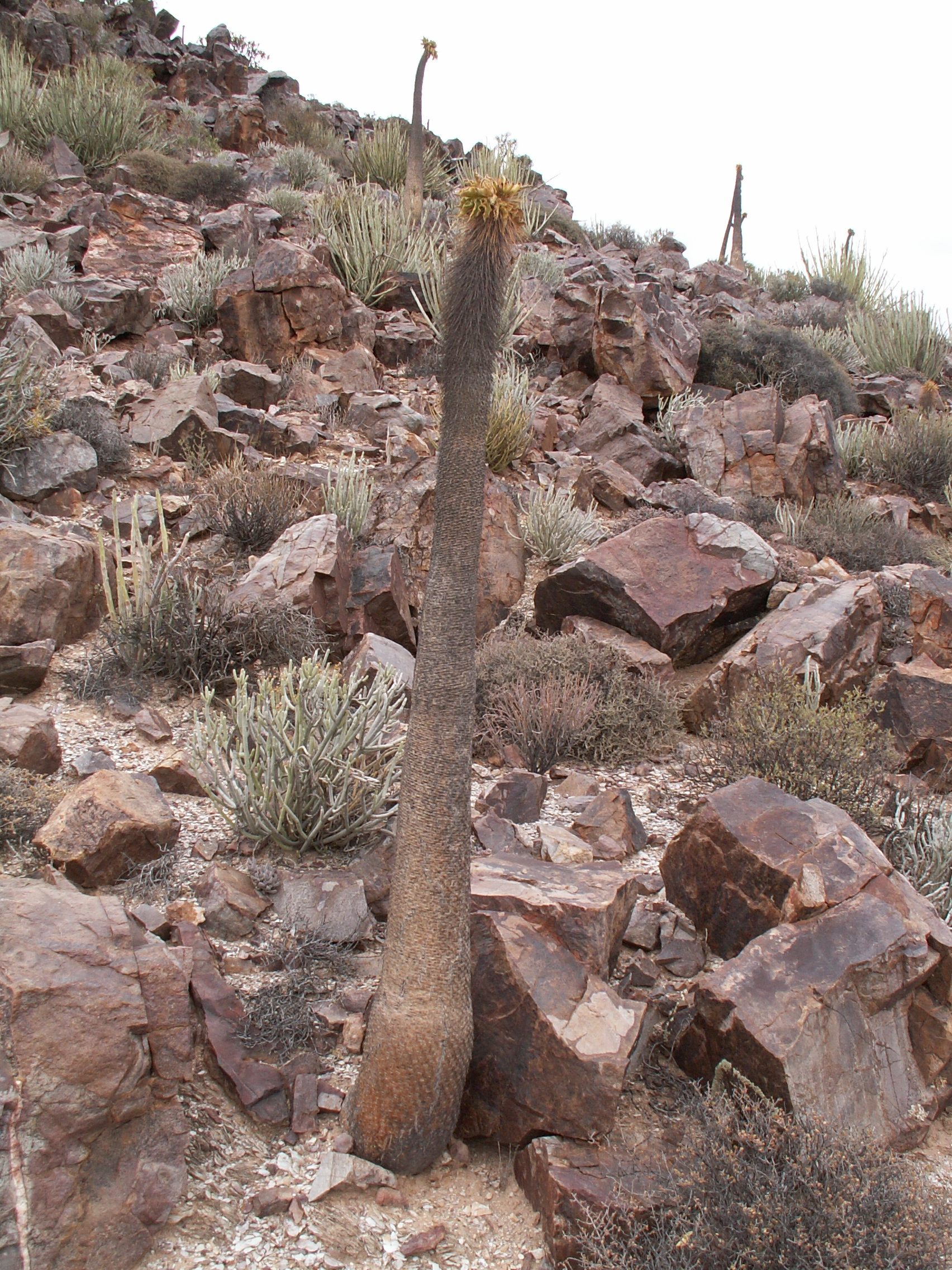
В естественной среде

Пахиподиум намакванский произрастает в сухих каменистых пустынях на высотах от 300 до 900 м над уровнем моря в Гариепском центре (англ. Gariep Centre), который является регионом с наибольшим разнообразием суккулентов на земле. Климат здесь суровый и непредсказуемый. Количество осадков колеблется от 50 до 150 мм, преимущественно выпадающих зимой. В некоторых горах дождевые тени создают крайне засушливые условия с выпадением всего 0-15 мм осадков. Плотные туманы иногда приносят дополнительные осадки во внутренние районы суши от побережья. Летом максимальная температура может достигать 48 °C, а средняя температура около 25 °C.
Это растение связано с типами растительности, которые считаются одними из наиболее важных регионов Южной Африки с точки зрения ботанического разнообразия и эндемизма.
Пахиподиум намакванский предпочитает скалистые и каменистые склоны холмов, подверженные экстремальным летним условиям, включая сильное тепло и ветер. Это растение относительно распространено в северо-западных горах Южной Африки и южных горах Намибии. Особенно хорошо известные популяции произрастают в национальном парке Рихтерсфельд, который включает в себя обширные скалистые горы и жаркие сухие долины реки Гариеп (Оранжевая река), разделяющей ландшафты Южной Африки и Намибии. Распространение также охватывает районы вокруг Умдауса (англ. Umdaus) к северу от Штайнкопфа (англ. Steinkopf) и Рош-Пина (англ. Rosh Pinah) в Намибии.

## Экология

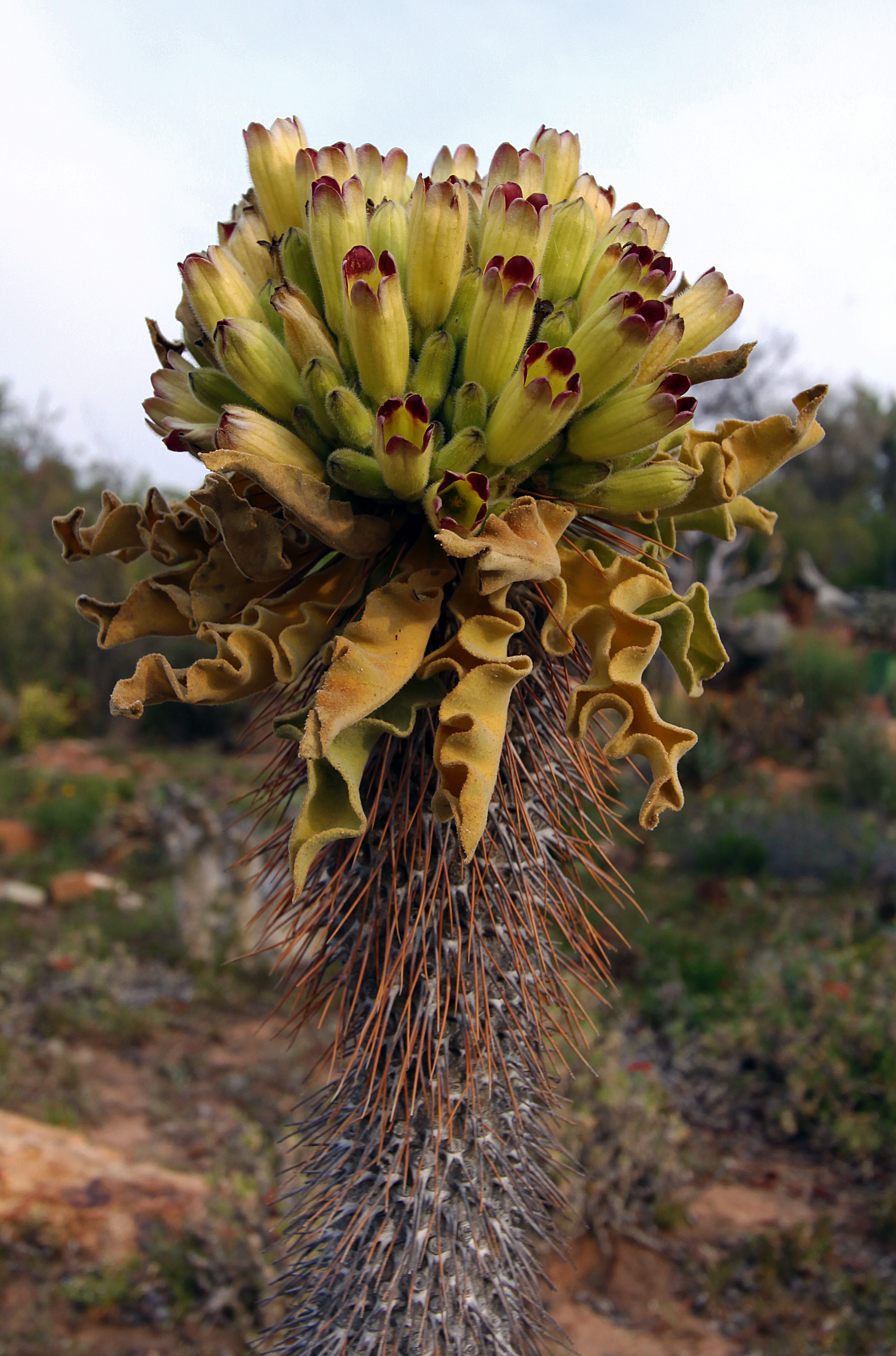
Трубчатые цветки

Растение опыляют муравьи и пчелы, которые легко проникают в трубчатые цветки.
В Национальном ботаническом саду пустыни Кару (англ. Karoo Desert National Botanical garden) в Вустере (ЮАР), замечено, что культурные растения опыляют сахарные птицы. Однако неизвестно, происходит ли то же самое в дикой природе. После оплодотворения плоды созревают в течение двух-трех месяцев, а затем семена рассеиваются. Семена имеют длину около 4 мм и прикреплены к шелковистым волоскам, которые действуют как парашюты. В условиях ветра семена могут разноситься на большие расстояния. Эта стратегия парашютных семян также используется другими растениями из семейства Кутровые (Apocynaceae) и является эффективным способом обеспечения здорового репродуктивного населения.
Удивительно, что Пахиподиум намакванский, в отличие от большинства пустынных растений, которые ограничивают воздействие солнечной радиации, применяет прямо противоположную стратегию. В зимние месяцы, когда солнце находится ниже горизонта, и температуры более прохладные, растение использует «хитрый» метод увеличения фотосинтетического эффекта солнечного света. Его стебель с облиственными цветочными головками всегда наклонен к северу под углом от 20° до 30°. Такая тенденция также присутствует у некоторых других низкорослых суккулентных растений и чилийского кактуса Copiapoa cinerea и объясняется теорией «магнетических растений», хотя это не подтверждено. Более вероятная теория заключается в том, что растения, такие как Пахиподиум намакванский, сильно фототрофны (откликаются на раздражители солнечным светом) и растут в местах, где солнце находится на севере большую часть года. Они наклоняются к северу, чтобы обеспечить максимальный доступ к своим растущим побегам и использовать солнечный свет зимой, чтобы сделать свои цветы более заметными для опылителей, таким образом, увеличивая вероятность завязывания семян. Это удивительное явление, когда растения «смотрят» на север.
Как и для многих других растений, произрастающих в засушливом Рихтерсфельде и его окрестностях, выживание имеет большое значение. Набухшие основания стеблей служат резервуарами влаги, позволяя растению справляться с экстремальными засушливыми периодами. У растения нет сочных листьев для хранения воды, и они могут морщиться и опадать в жаркие летние месяцы. Во время короткого зимнего вегетационного периода снова появляются пучки бархатистых листьев, которые служат солнечными батареями, производящими энергию для роста и размножения.

## Таксономия

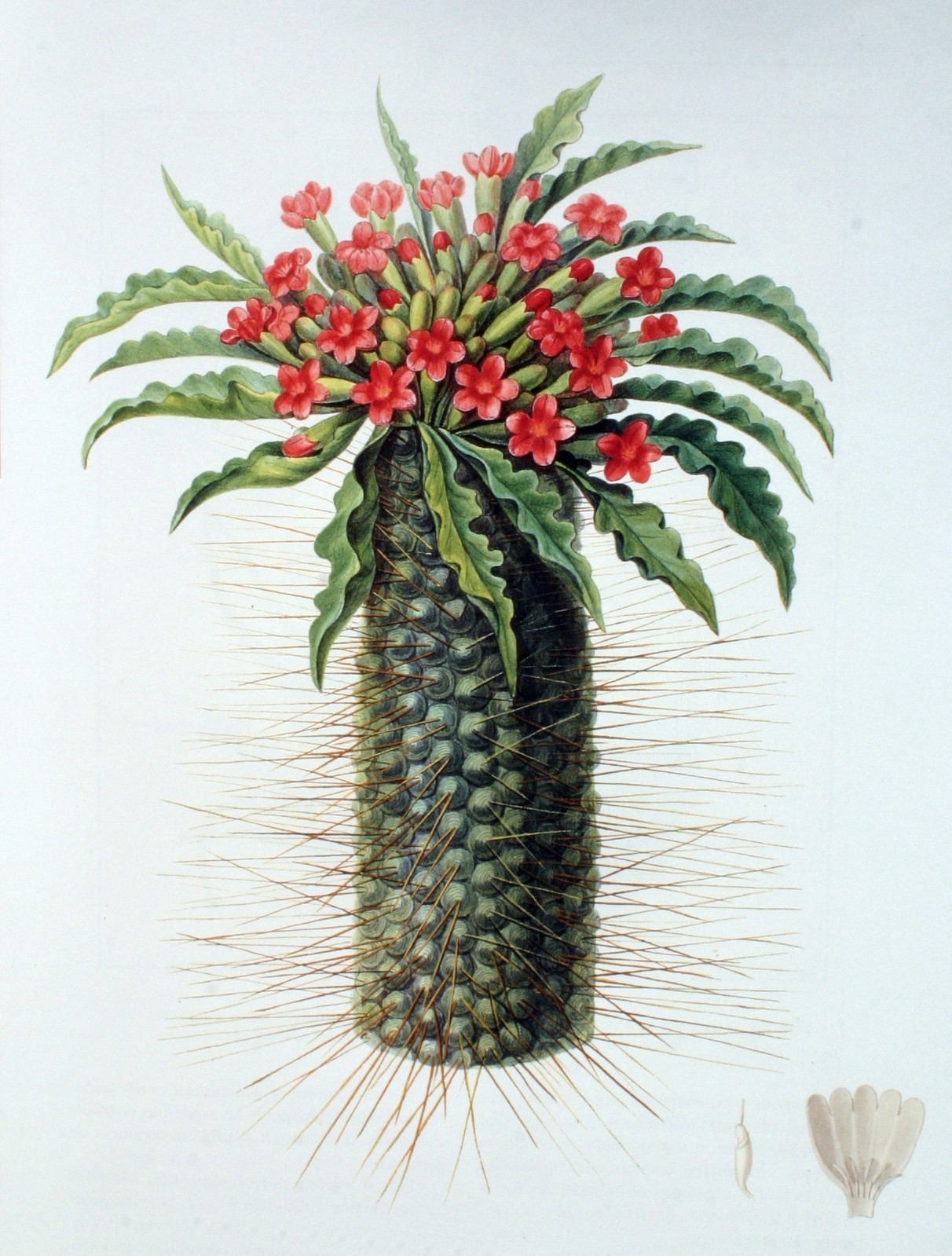
Ботаническая иллюстрация

Pachypodium namaquanum (Wyley ex Harv.) Welw., первое упоминание в Trans. Linn. Soc. London 27: 45 (1869).

### Синонимы
Гомотипные (основанные на одном и том же номенклатурном типе):
- Adenium namaquanum Wyley ex Harv. (1863)